# Strider (videogioco 2014)
Strider è un videogioco a piattaforme, reboot del titolo omonimo del 1989, sviluppato dalla Capcom e pubblicato nel Nord America ed Europa da Double Helix Games il 18 febbraio 2014 sulle console PlayStation 3 e PlayStation 4, il 19 febbraio su Xbox 360, Xbox One e PC e il 22 febbraio in Giappone.

## Trama
L'organizzazione Strider invia il suo miglior assassino, Hiryu, per uccidere il cattivo, il Gran Maestro Meio, nella metropoli di Kazakh City.

## Modalità di gioco
Il gioco si presenta simile all'originale nelle meccaniche, ma profondamente diverso nella struttura: l'originale era strutturato secondo uno schema di livelli lineari, al contrario questo nuovo Strider è ambientato in un enorme mondo di gioco esplorabile liberamente accedendo a nuove aree con determinati potenziamenti. Strider può arrampicarsi su ogni superficie e la sua spada si potenzia nel corso del gioco divenendo sempre più letale. L'introduzione di Option permette di utilizzare poteri estremamente potenti che tolgono energia da un'apposita barra.
È possibile scegliere fra tre livelli di difficoltà: Facile, Normale ed Hardcore. Quest'ultima si differenzia per il maggior danno inferto dai nemici, inoltre essi sono molto più resistenti ai colpi di Strider.
Nel mondo di gioco sono nascosti 12 costumi raffigurati sotto forma da un modellino 8-bit di Strider che conferiscono abilità extra e bonus raffigurati con la classica icona di Capcom del power-up 8-bit che sbloccano sfide extra, informazioni sui nemici e artwork.

## Comparto tecnico
Il gioco presenta una grafica di tipo 2.5D, il movimento è a scorrimento orizzontale e verticale, i personaggi e i fondali sono tridimensionali. Gli elementi in profondità sono dinamici e situati su più piani conferendo un colpo d'occhio di profondità.
Sulle console next gen e PC le differenze tecniche sono sostanzialmente tre: bordi più definiti, maggior numero di shader e frame rate stabile anche nelle situazioni più concitate con molti elementi a schermo.
Il sonoro si mantiene fedele all'originale con tracce elettroniche ed effetti sonori retrò paragonabili a quelli dei videogiochi dei primi anni novanta.